# ドランシア
『ドランシア』（Drancia）は、インディーゲームスタジオのスキップモアが開発したアクションゲーム、及びシリーズ名。シリーズ作品として、『ドランシア サバイバル』、フィーチャーフォン版『ドランシア』、スマートデバイス版『ドランシア』、『ドランシア・サーガ』の4作品が配信されている。

## 概要
横視点で描かれた各ステージ内でプレイヤーキャラクターを操作して次々に現れる敵を倒し、ステージクリアやハイスコアの更新を目指す内容。シリーズ2作目のフィーチャーフォン版『ドランシア』を除き、ステージの全景が、スクロールしない固定画面で表示されることを特徴としている。
2008年配信の1作目『ドランシア サバイバル』は他のインディーゲーム制作者たちに影響を与え、システムやグラフィックに類似性のあるソフトが多数制作された。このうち、ドイツのゲームソフト開発会社FDG Entertainmentが2013年に発売したソフト『Slayin』は、1作目のオマージュであるとして作品のエンディングに「Very Special Thanks to Skipmore」と表記したもののスキップモアに事前連絡がなく、発売後にメールでのやり取りが行われた。この出来事はスキップモア側の奮起を促し、1作目を大幅に作り直した内容のスマートデバイス版『ドランシア』の開発を始めるきっかけとなった。

## ドランシア サバイバル
『ドランシア サバイバル』または『ドランシア サバイバル for PC』は、2008年11月10日よりスキップモアの公式サイトで公開されていた無料ブラウザゲーム。
操作キャラクターは操作していない時でも常に移動し続け、キーボードの方向キーやマウスの移動・クリックを用いて方向転換やジャンプを行う。敵に剣の部分を当てると倒せるが、敵が胴体部分に当たるとダメージを受けライフが減る。敵を倒した時に現れるコインを取得するとライフが一定量回復する。
ステージは1つのみでクリアの要素はない。ライフが尽きてゲームオーバーとなった際に、倒した敵の数に応じたランクが表示される。

## ドランシア (フィーチャーフォン版)
フィーチャーフォン版『ドランシア』は、スキップモアが配信したEZアプリ・S!アプリ用ソフト。EZアプリ版は2008年11月20日に、S!アプリ版は2008年12月1日に配信を開始した。スキップモアのサイトではPC版が無料配信された。
本作では全部で4つのステージが登場する。各ステージの広さは『ドランシア サバイバル』と同じだが表示エリアは狭く、シリーズで唯一、画面が左右方向にスクロールする。最初の3ステージでは倒す敵の数のノルマが設定されており、規定数に達すると現れる入口に入るとステージクリアとなる。最終ステージにいるボスキャラクターの「ドランシア」を倒すとエンディングが流れ、再びステージ1からゲームが始まる。この2周目では敵が強化されている。

## ドランシア (スマートデバイス版)
スマートデバイス版『ドランシア』（Drancia）は、うららワークスより2014年12月19日に配信されたiOS・Android用ソフト。これまでの基本システムを継承している一方で、グラフィックを一新し、多くの新規要素が追加されている。
初期段階で使用できる操作キャラクターは5体で、トップメニューの「BAR」などで通貨「ジェム」を支払ってキャラクターを雇うことで最終的に全60体が使用可能となる。各キャラクターには攻撃範囲、防御力、移動速度、コイン取得時の回復量、攻撃魔法の使用回数の5つのステータスが設定されている。
トップメニューの「SHOP」では冒険に役立つ各種アイテムをジェムで購入でき、プレイ時に最大3つまで持ち出せる。これらのアイテムは一部を除き消耗品で、プレイ終了時に消滅する。
コインを一定枚数使用することで操作キャラクターがレベルアップする。この時、画面上には、16個の正方形の枠が縦4×横4の並びで配置され一部の枠同士が線で結ばれた状態の「スキルツリー」が表示される。枠の内部には前述の5つのステータスを表す画像と回復アイテム画像の計6種類のいずれかが表示されており、選択することで対応するステータスがアップ（回復アイテムの場合はその場でライフが回復）する。レベルが1から2に上がる際には16個のうちの1つを自由に選択できるが、レベル3以降は既に選択した枠と線で結ばれている隣接枠のみを選択できる。なお、表示画像の内容はキャラクターごとに異なるほか、画像の配置や枠同士を結ぶ線の位置はプレイごとに変化する。
全ステージをコンティニューなしでクリアすると、敵が強化された状態の2周目が始まる。2周目では、ボス戦の時を除き、無敵の敵キャラクター「イニシエのおう」がステージ内の空中を漂い続けている。

## ドランシア・サーガ
『ドランシア・サーガ』（Drancia Saga）は、フライハイワークスより2016年9月2日に発売されたニンテンドー3DS用ソフト。スマートデバイス版『ドランシア』の移植作品。
追加要素として、フライハイワークスから発売された他のソフトとのコラボレーションが行われている。ニンテンドー3DS本体に対応ソフトがダウンロードされていると、以下のキャラクターが操作キャラクターとして使用可能となり、プレイ時には第1ステージのデザインとBGMが対応ソフトをモチーフにしたものに変化する。
- バイクマン（『アーバントライアル: フリースタイル』）
- ガンマン（『ガンマンストーリー』）
- いとしのアイツ（『ガンマンストーリー2』）
- ダック（『ガンマンストーリー』『ガンマンストーリー2』）
- もりのヨーセーさん（『ゲキヤバランナー』）
- いせかいのしょうじょ（『フェアルーン』）※スマートデバイス版にも登場する。
- レイラ（『フェアルーン2』）
- しろ（『プチノベル「収穫の十二月」』）
- ボニー、ブランチカー（『ブランチ☆パニック!』）
- まじょ、ゆうしゃ（『魔女と勇者』）
- ちびまじょ、ちびゆうしゃ（『魔女と勇者II』）
- おみせのおねえさん（『魔女と勇者』『魔女と勇者II』）
- リーバ（『魔神少女 -Chronicle 2D ACT-』）
- ソラ（『魔神少女 エピソード2 -願いへの代価-』）
- ジズー（『魔神少女 -Chronicle 2D ACT-』『魔神少女 エピソード2 -願いへの代価-』）